# Moldova a Junior Eurovíziós Dalfesztiválokon
Moldova négy alkalommal vett részt a Junior Eurovíziós Dalfesztiválon.
A moldovai műsorsugárzó a TeleRadio-Moldova, amely 1993 óta tagja az Európai Műsorsugárzók Uniójának, és 2010-ben csatlakozott a versenyhez.

## Története

### Évről évre
Moldova a 2010-es Junior Eurovíziós Dalfesztiválon vett részt először. Első részvételükön nyolcadikak lettek. A következő évben ismét a legjobb 10-ben tudtak végezni, hatodik helyen végeztek, ami az eddigi legjobb eredményük, majd egy évvel később a tizedik helyet érték el. 2013-ban érték el eddigi legrosszabb helyezésüket, ami az utolsó előtti, tizenegyedik hely.
Moldova annak a két volt szovjet EBU-tagországnak az egyike, melyek a Junior Eurovízión kívül már részt vettek a hagyományos versenyen is, de még egyiken sem sikerült győzniük (a másik ilyen ország Litvánia).

### Nyelvhasználat
Moldova eddigi négy dala román és angol kevert nyelvű volt.

## Résztvevők
| Év   | Előadó          | Dal          | Magyar fordítás     | Helyezés | Pontszám |
| ---- | --------------- | ------------ | ------------------- | -------- | -------- |
| 2010 | Ștefăn Roșcovan | Ali Baba     | —                   | 8.       | 54       |
| 2011 | Lerika          | No, No       | Nem, nem            | 6.       | 78       |
| 2012 | Denis Midone    | Toate vor fi | Minden rendben lesz | 10.      | 52       |
| 2013 | Rafael Bobeica  | Cum să fim   | Hogy legyen?        | 11.      | 41       |
|      |                 |              |                     |          |          |

## Lásd még
- Moldova az Eurovíziós Dalfesztiválokon